# Robert Bilott
Robert Bilott (Albany, Estats Units d'Amèrica, 2 d'agost de 1965) és un advocat mediambiental estatunidenc de Cincinnati. És conegut per ser el demandant contra Dupont en nom d'uns grangers de l'Oest de Virgínia i ha passat més de vint anys de la seva vida litigant contra casos de vessaments de productes químics perillosos —sobretot de substàncies com l'àcid perfluorooctanoic (PFOA) i l'àcid perfluorooctanosulfònic (PFOS).

## Vida primerenca
Bilott va néixer el 2 d'agost de 1965. El pare de Bilott serví a les Forces Aèries dels Estats Units d'Amèrica, i Bilott va passar la seva infantesa en diverses bases de les forces de l'aire. Com que la família es movia sovint, Bilott va assistir a vuit escoles diferents abans de graduar-se a l'institut Fairborn High School de Fairborn a Ohio. Aconseguí també el Grau de batxiller en Arts, ciència política i estudis urbans de la Universitat Nova de Florida. I també es titulà en Juris Doctor a l'Ohio State University Moritz College of Law el 1990.

## Carrera

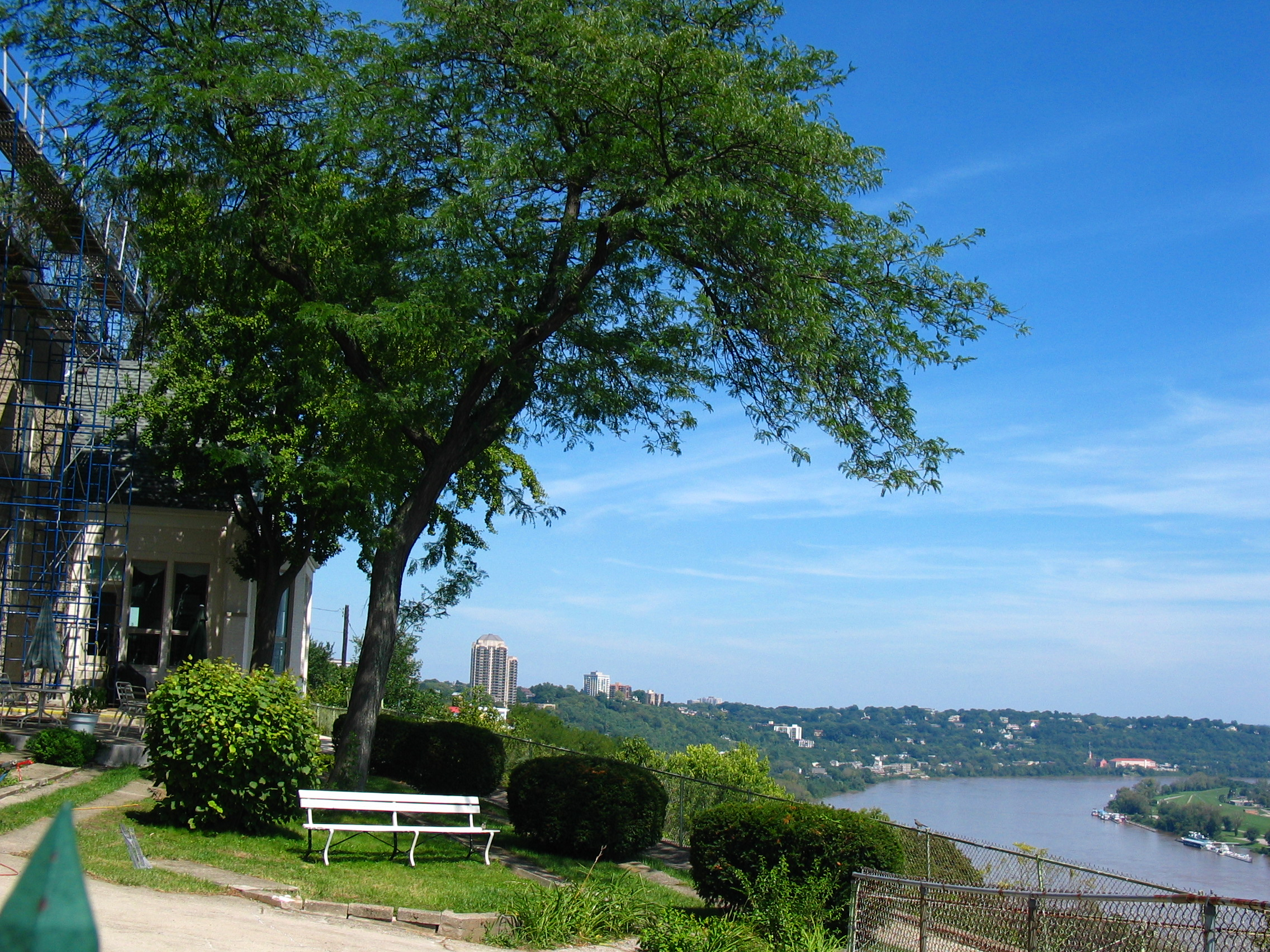
El riu Ohio des de la ciutat de Cincinnati, on nasqué Bilott. Parkesburg, amb una notable indústria química és uns dos-cents quilòmetres riu avall.

Bilott va ser admès al col·legi d'advocats el 1990 i va començar les seves pràctiques a Taft Stettinius & Hollister LLP a Cincinnati a Ohio. Durant vuit anys va treballar gairebé exclusivament per grans clients corporatius i s'especialitzà a defensar empreses químiques. Esdevenint soci de l'empresa el 1998.
Bilott va representar Wilbur Tennant de Parkersburg a Virgínia de l'Oest el bestiar del qual agonitzava per haver estat intoxicat després de consumir aigua contaminada. La granja era riu avall d'un abocador on Dupont hi havia estat abocant centenars de tones d'Àcid perfluorooctanoic. L'estiu de 1999, Bilott va presentar una demanda federal contra Dupont al United States District Court for the Southern District of West Virginia. Com a resposta, Dupont va informar que Dupont i l'agència governamental Environmental Protection Agency encarregaria un estudi de la propietat del pagès, conduida per tres veterinaris escollits per Dupont i tres escollits per l'Agència de Protecció Mediambiental. Quan l'informe va ser publicat, va culpar Tennants de la mort del bestiar, ja que afirmaven que aquest se'l feia conviure en condicions molt precàries: ‘‘nutrició pobra, cura veterinària inadequada i manca de control de mosques.
Després que Bilott descobrís que milers de tones del PFOA de DuPont s'havien deixat a l'abocador al costat de la propietat dels Tennants i que el PFOA de DuPont contaminava el subministrament d'aigua de la comunitat circumdant, DuPont va solucionar el cas dels inquilins. L'agost de 2001, Bilott va presentar una demanda col·lectiva contra DuPont en nom de les aproximadament 70.000 persones a Virgínia Occidental i Ohio amb aigua potable contaminada amb PFOA, que es va liquidar el setembre del 2004, amb beneficis col·lectius valorats en més de 300 milions de dòlars, inclòs el fet de pactar DuPont instal·lar plantes de filtració als sis districtes d'aigua afectats i desenes de pous privats afectats, una dotació en metàl·lic de 70 milions de dòlars i provisions a càrrec de DuPont de fins a 235 milions de dòlars per a la futura vigilància mèdica de la població, si un panell científic independent confirmava "enllaços probables" entre el PFOA en l'aigua potable i la malaltia humana. Després que el grup científic independent seleccionat conjuntament per les parts (però requerit per les parts per part de DuPont), es va trobar que hi havia un probable vincle entre el consum de PFOA i càncer de ronyó, càncer testicular, malaltia de tiroides, colesterol alt, preeclàmpsia, i de colitis ulcerosa, Bilott va començar a obrir demandes individuals de danys personals contra DuPont en nom dels usuaris afectats del subministrament d'aigua d'Ohio i Virgínia de l'Oest, que fins al 2015 superaven més de 3.500. Després de guanyar els tres primers per 19,7 milions de dòlars, el 2017 DuPont va acordar resoldre la resta de casos pendents per 671,7 milions de dòlars. S'han presentat desenes de casos més des de la liquidació del 2017.
El 2018, Bilott va presentar un nou cas buscant nous estudis i proves del grup més gran de substàncies químiques PFAS en nom d'una classe nacional proposada de tots els Estats Units que tenen productes químics PFAS a la sang, contra diversos fabricants de PFAS, inclosos 3M, DuPont i Chemours. Aquest nou litigi està en marxa des del maig de 2020.
El 2016, l'activitat de Bilott va ser el focus d'una història de portada destacada de Nathaniel Rich a la revista New York Times, titulada "L'advocat que es va convertir en el pitjor malson de DuPont". El treball de Bilott també va aparèixer en extensos articles a The Huffington Post (Welcome to Beautiful Parkersburg) i The Intercept (The Teflon Toxin series).
Robert Bilott és l'autor de l'aclamada memòria Exposure: Poisoned Water, Corporate Greed i One Lawyer’s Twenty Year Battle Against DuPont, publicada el 2019 per Atria Books. La versió en audiollibre (també disponible a Atria Books) està narrada per Jeremy Bobb amb el primer capítol narrat per Mark Ruffalo. La història de Bilott també es va convertir en la base de Dark Waters, una pel·lícula del 2019 protagonitzada per Mark Ruffalo com a Bilott, i Anne Hathaway com la dona de Bilott, Sarah Barlage. La història també es troba al documental de llargmetratge, The Devil We Know, i va ser el tema d'un poema, Watershed del poeta nord-americà Tracy K. Smith, i és el tema de la cançó i el vídeo Deep in the Water de The Gary Douglas Band.
El 2017, Bilott va rebre el Right Livelihood Award Arxivat 2020-07-27 a Wayback Machine. internacional, també conegut com el "Premi Nobel alternatiu", per les seves dècades de treball en qüestions de contaminació química PFAS, i va aparèixer en un segell emès a Àustria, que commemorava el guardó.

## Premis i reconeixements
- 2005 Trial Lawyer of the Year. Presented by The Trial Lawyers For Public Justice Foundation.[3]
- 2006 Super Lawyer Rising Star. Selected by Cincinnati Magazine.[3]
- 2008 100 Top Trial Lawyers from Ohio. Named by American Trial Lawyers Association.[3]
- 2008 - Present Leading Lawyer Honoree. Name by Cincy Magazine Environmental Law.
- 2010 - Present Honoree, Environmental Law, Litigation. Named by Best Lawyers in America.
- 2011-Present Top Local Plaintiff Litigation Star Honoree. Presented by Benchmark Plaintiff.
- 2014 Clarence Darrow Award Honoree. Presented by Mass Tort Bar.
- 2016 Giraffe Hero Commendation Honoree. Presented by Giraffe Heroes Project.
- 2016 Joined the board of the Next Generation Choices Foundation (a.k.a. Less Cancer) "to support its mission in championing education and policy that will help prevent cancer."[10]
- 2017 - Present Class Action Honoree. Presented by Kentucky Super Lawyers.
- 2017 Right Livelihood Award. Presented by The Right Livelihood Foundation (December 1, 2017)[1][11]
- 2017 MVP for Class Action Honoree. Named by Law360
- 2019 Lawyer of the Year in Litigation - Environmental. Named by Best Lawyer.[12]
- 2020 Public Interest Environmental Law David Brower Lifetime Achievement Award[13]
- 2020 Kentucky Bar Association Distinguished Lawyer Award[14]
- 2020 Big Fish Award Arxivat 2021-03-08 a Wayback Machine.. Presented by Riverkeeper Fishermen's Ball.

## Vida personal
El 1996, Bilott es va casar amb Sarah Barlage. Tenen tres fills.